# Gmina Ittoqqortoormiit
Gmina Upernavik – przed 1 stycznia 2009 roku jedna z dwóch gmin okręgu Tunu, od 1 stycznia 2009 część gminy Sermersooq.
Na terenie gminy znajdował się największy na świecie fiord, Kangertittivaq.

## Miasta i osady
- Ittoqqortoormiit
- Itterajivit
- Uunarteq